# Wattenkreuzer
Als Wattenkreuzer werden größere Segelboote für das Wattenmeer bezeichnet.
Dieser Segelbootstyp bietet einerseits den Komfort einer Yacht, hat andererseits aber einen geringen Tiefgang und einen Schiffsrumpf, der für ein Trockenfallen geeignet ist. Der geringere Tiefgang wird durch einen Schwenkkiel anstelle eines Ballastkiels erreicht.
Bekannte Konstrukteure für Wattenkreuzer in Deutschland sind Horst Glacer aus Bremen und Günther Dauelsberg an der Ochtum.